# Nanoskala
Nanoskala: Størrelsesordenen 1 til 100 nm. 1 nm svarer til {\displaystyle 10^{-9}} m, eller en milliarddel af en meter.